# Kỵ sĩ cô độc
The Lone Ranger, (tựa tiếng Việt: "Kỵ sĩ cô độc") phim hành động Viễn Tây, do Gore Verbinski đạo diễn, dựa theo series Lone Ranger, kinh phí 255 triệu USD, công chiếu tại khu vực Bắc Mỹ vào ngày 3 tháng 7 năm 2013.

## Diễn viên
- Armie Hammer vai John Reid, The Lone Ranger
- Johnny Depp vai Tonto
- William Fichtner vai Butch Cavendish
- Ruth Wilson vai Rebecca Reid
- James Badge Dale vai Dan Reid
- Tom Wilkinson vai Latham Cole
- Barry Pepper vai Captain Jay Fuller
- Helena Bonham Carter vai Red
- Mason Cook vai Will
- James Frain
- Harry Treadaway vai Frank
- Jason E. Hill vai Seamus